# كنز بولتون بيرسي
تم ملء قالب البطاقة الأثرية بالمعلومات من النص الذي قدمته سابقًا:
مخبأ بولتون بيرسي هو مصطلح يُستخدم لوصف مخبأ من عملات ستيكاس النورثمبرية التي تم استعادتها بالقرب من قرية بولتون بيرسي في شمال يوركشاير، إنجلترا، في مناسبتين متباعدتين بأكثر من قرن. حدث اكتشاف الدفعة الأولى من العملات في عام 1846؛ أما الاكتشاف الثاني فقد تم على يد تلميذين في عام 1967. ربط هيو باغان إخفاء المخبأ بتاريخ حوالي عام 866، وهو ما يتزامن مع هجوم الفايكنغ على يورك أو ما أعقبه. المواد من المخبأ، وكذلك الوعاء، محفوظة بشكل أساسي في متحف يوركشاير، ولكن توجد عملات منه أيضًا في مجموعات المتحف البريطاني، ومتحف مدينة ليدز، ومتحف دانوم.

## الاكتشاف
تم اكتشاف الدفعة الأولى من العملات في عام 1846، بواسطة عامل يدعى ويليام فوستر. وقد أشير إليه في البداية باسم مخبأ 'Ulleskelf'، واحتوى على ما يقرب من 2000 عملة.
تم اكتشاف الدفعة الثانية في عام 1967. وقد عثر عليها في البداية تلميذان، جون ومالكولم مايلز، اللذان وجدا عددًا من العملات في حقل محروث بالقرب من نهر وارف في أبرشية بولتون بيرسي. أبلغ الصبيان معلّمهما بالاكتشاف، الذي اتصل بأمين متحف يوركشاير، جي. إف. ويلموت، الذي أجرى حفريات في المنطقة واستعاد باقي المخبأ، وهو جزء أكبر بكثير. كانت بعض هذه العملات موجودة داخل وعاء خزفي مصنوع من خزف بادورف، بينما كانت العملات الأخرى في كتلة متماسكة على شكل صندوق. تمكن ويلموت من التأكد من أن هذا الاكتشاف كان من نفس الحقل الذي تم فيه الاكتشاف في عام 1846. كان عدد العملات المستعادة في هذا الاكتشاف الثاني حوالي 1775 عملة. تم تصويرها وفهرستها قبل بيعها. نظرًا لأن العملات مصنوعة من سبيكة نحاسية، وهو ما كان يعني في ذلك الوقت أن المخبأ لا يستوفي تعريف كنز الكنز، فلم يخضع لعملية قانون الكنز.
يعتبر صندوق متاحف يورك، الذي يمتلك جزءًا كبيرًا من كلتا المجموعتين من العملات، أن الاكتشافين جزء من نفس المخبأ.

## العملات

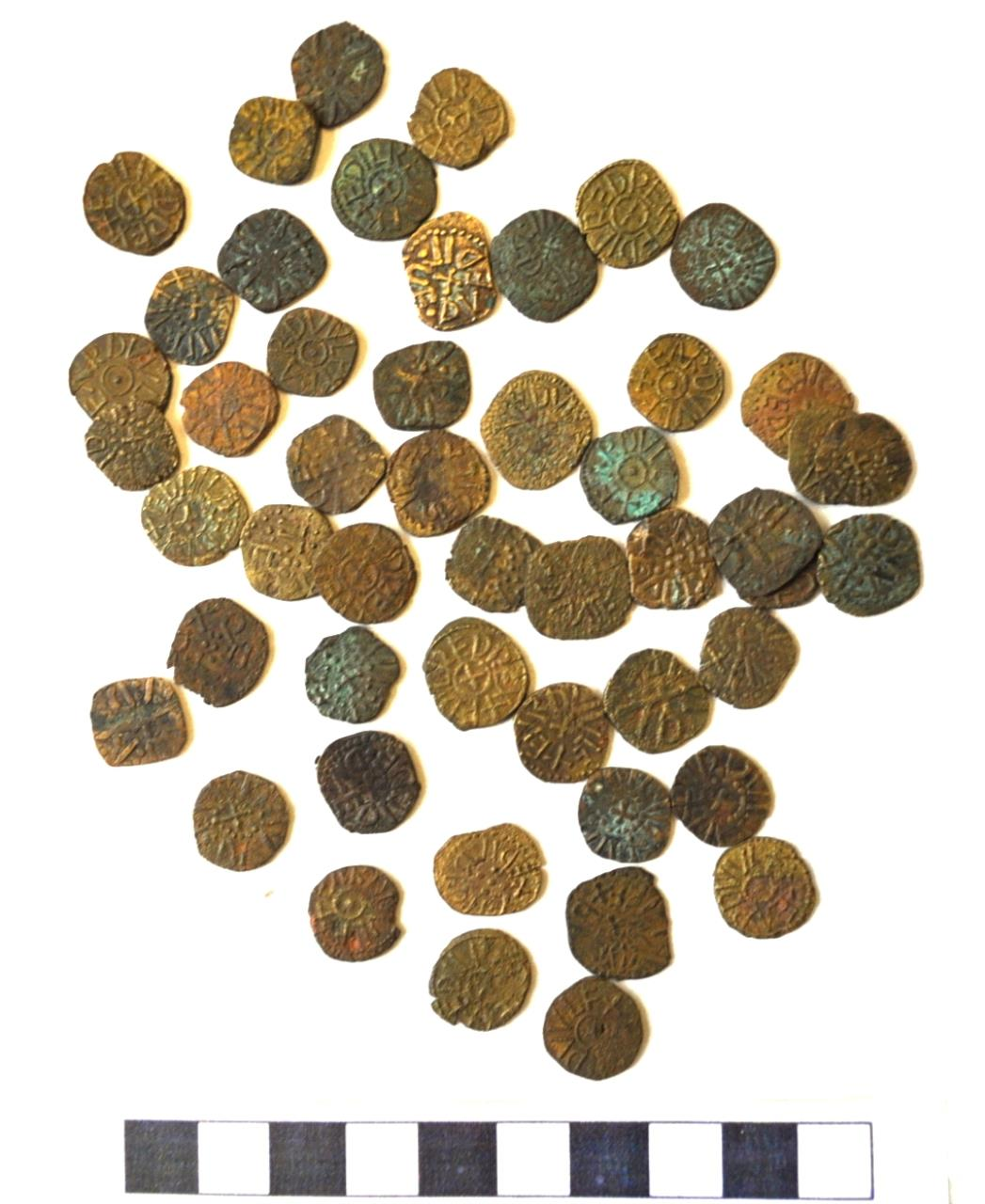
عملات من المخبأ (صندوق متاحف يورك)

وصف ليون، وهو يكتب عن الدفعة التي تم اكتشافها في عام 1846 في عام 1955، كيف أنه فحص فهرسًا للعملات من المخبأ كتبه تشارلز ويلبيلوفد. تضمن هذا الفهرس أيضًا اكتشافات من مخبأ سانت ليوناردز بليس. وصف باغان، وهو يكتب عن الدفعة التي تم اكتشافها في عام 1967 في عام 1971، كيف أنها احتوت على العديد من العملات التي كانت مشتقة في طابعها، وبعضها قد يعود تاريخه إلى فترة ما بعد إصدارات أوسبيرت ووولفير. تضمنت المجموعة إصدارات من عهود الملوك إيانريد، وإيثلريد الثاني، وريدولف، بالإضافة إلى أوسبيرت. كما احتوت على عملات من فترات الأساقفة إيانبالد الثاني وويغموند، بالإضافة إلى وولفير. قارن باغان تكوين المخبأ بتكوين مخابئ ريبون، وبايسلي، وكيركوزوالد، وسانت ليوناردز بليس وتالونتري. العدد الإجمالي المقدر للعملات من كلا الاكتشافين هو حوالي 4000.

## التأريخ
يختلف تأريخ إخفاء المخبأ. وتشمل الاقتراحات نطاقًا زمنيًا واسعًا يتراوح من 850 إلى 860، بالإضافة إلى تقرير صادر عن شركة Northern Archaeological Associates يعطي تاريخًا يبلغ حوالي 857. وقد فضل البعض النهج الأوسع السابق: عالمة المسكوكات إليزابيث بيري، بالاعتماد على عمل سي. إس. إس. ليون، أرجعت تاريخ الإخفاء إلى ما بين 855 و 867 "بمجرد توقف الإنتاج الرسمي". أما هيو باغان، الذي كتب في مقدمة فهرس بيع عام 1971 لاكتشاف عام 1967، فقد أرجع تاريخ إخفاء المخبأ إلى نهاية سك العملة، واقترح وجود "احتمال أولي بأنه كان مرتبطًا بغزو الفايكنغ الذي أنهى مملكة نورثمبريا المستقلة في عام 867". وكتب مرة أخرى في عام 1973، فربط الإخفاء بتاريخ حوالي عام 866، وهو ما يتزامن مع هجوم الفايكنغ على يورك أو ما أعقبه.

## الاستحواذ
بعد اكتشاف عام 1846، حصل متحف يوركشاير على بعض العملات من المخبأ. ومن بين هذه العملات، تمكنت إليزابيث بيري من تمييز 613 عملة في عام 1996. كما توجد بعض العملات من هذا الاكتشاف في مجموعات دانوم و 30 عملة في متحف مدينة ليدز.
في بيع اكتشاف عام 1967 الذي أقيم عام 1971، تمكن متحف يوركشاير أيضًا من شراء 246 عملة لمجموعته، خاصة الإصدارات المشتقة. وكان المتحف قد حصل في السابق على الوعاء. وتوجد عملات أخرى من هذا الاكتشاف في المتحف البريطاني.

## المعرض

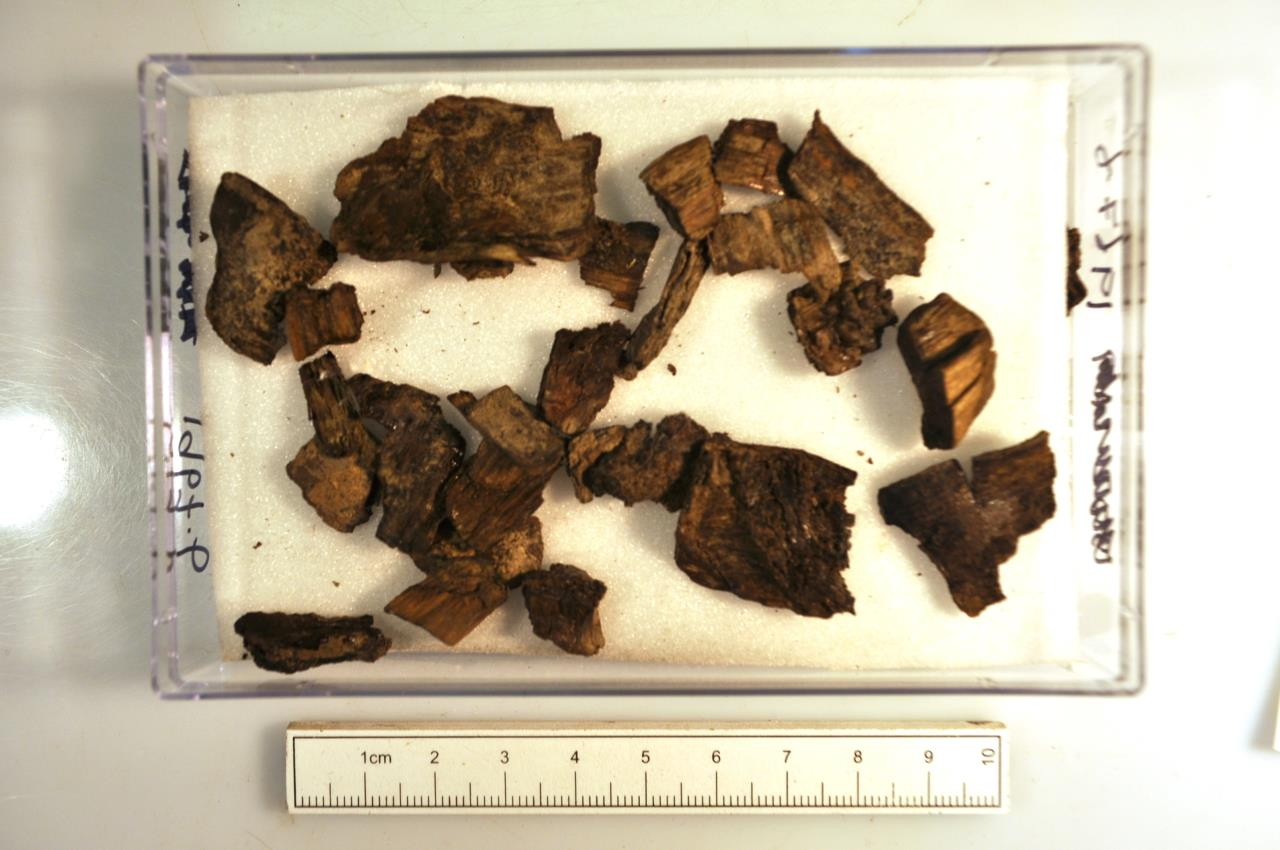
شظايا خشبية مرتبطة باكتشاف عام 1967
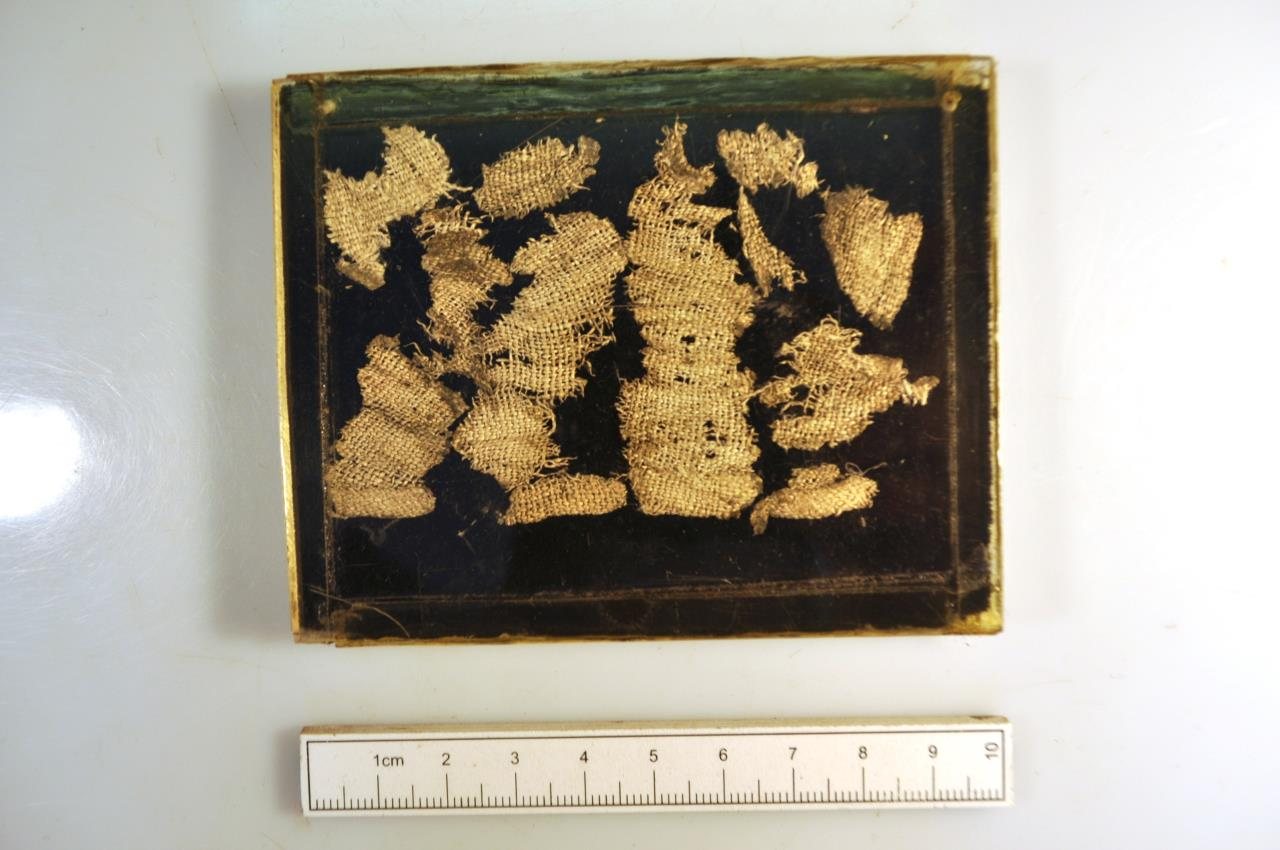
شظايا نسيجية مرتبطة باكتشاف عام 1967
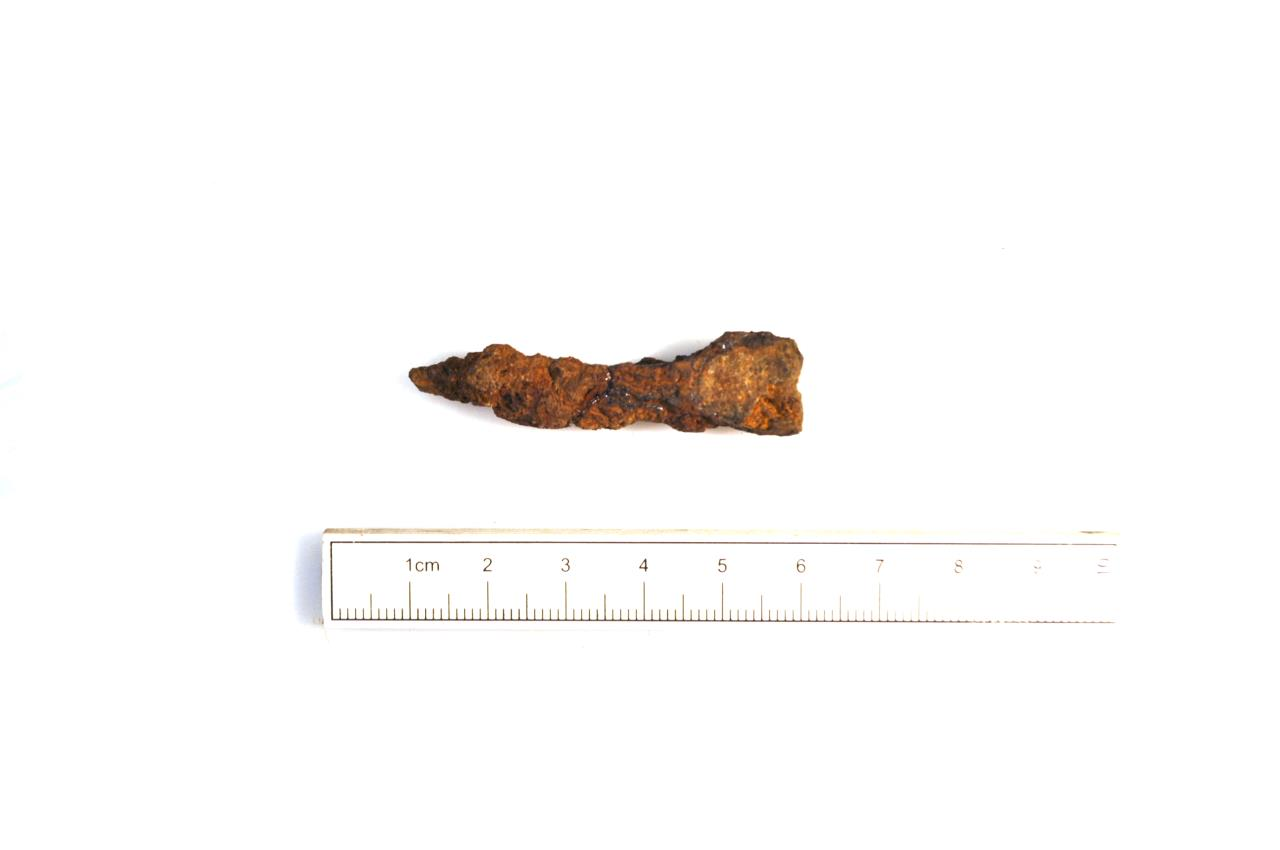
مسمار حديدي مرتبط باكتشاف عام 1967

## روابط خارجية
مخبأ عملات بولتون بيرسي
جوجل آرتس أند كلتشر: مخابئ يوركشاير